# Никола Тесла (ТВ серија)
Никола Тесла је југословенска телевизијска серија из 1977. године. Снимана је у режији Едуарда Галића и сматра се једном од најозбиљнијих телевизијских пројеката на просторима бивше Југославије.

## Улоге
| Глумац                | Улога                                    |
| --------------------- | ---------------------------------------- |
| Раде Шербеџија        | Никола Тесла                             |
| Мустафа Надаревић     | Фред                                     |
| Шпиро Губерина        | Џон                                      |
| Изет Хајдархоџић      | Џон О'Нил                                |
| Ратко Буљан           | Пат Андерсон                             |
| Љуба Тадић            | Џoн Пирпант Морган                       |
| Иво Сердар            | Колман Цито                              |
| Миљенко Брлечић       | Јулиус Цито (Теслин асистент)            |
| Петар Божовић         | Сава Косановић                           |
| Миодраг Радовановић   |                                          |
| Светлана Бојковић     | Кетрин Џонсон                            |
| Златко Црнковић       | Бен Џонсон                               |
| Радмила Радовановић   | Ђука Мандић                              |
| Славко Симић          | Марк Твен                                |
| Драган Миливојевић    | Адамс                                    |
| Борис Бузанчић        | Томас Едисон                             |
| Данило Бата Стојковић | Џорџ Вестингхаус                         |
| Марко Тодоровић       | Милутин Тесла                            |
| Ана Карић             | Флора Доџ                                |
| Павле Богдановић      | Едисонов сaрадник                        |
| Вељко Мандић          | Слуга код Теслиних                       |
| Петар Бунтић          | Полицајац                                |
| Влатко Дулић          | Едисонов инжињер                         |
| Ирена Колесар         | Маргарет                                 |
| Јагода Краљ           | Сестра Николе Тесле                      |
| Љиљана Радосевић      | Дјевојка                                 |
| Дуња Саблић           | Дјевојчица                               |
| Миле Рупчић           | Новинар                                  |
| Хермина Пипинић       | Газдарица                                |
| Миа Оремовић          | Тета Станка                              |
| Борис Фестини         | Гласноговорник Вестингхоусовог музеја    |
| Јосип Мароти          | Директор Едисоновог друштва              |
| Златко Мадунић        | Лeкap                                    |
| Радојко Јежић         | Антоњин Дворжак (композитор)             |
| Бранко Супек          | Хотелски послужитељ                      |
| Људевит Галић         | Господин Баузин                          |
| Звонимир Ференчић     | Браун                                    |
| Звонимир Торјанац     | Учитељ                                   |
| Едо Перочевић         | Гдин Дозиер                              |
| Ана Херцигоња         | Собарица                                 |
| Емил Глад             | Загребачки градски инжињер               |
| Владимир Крстуловић   | Леонард Куртис                           |
| Драго Крча            | Професор Пешл                            |
| Младен Црнобрња       | Механичар                                |
| Адам Ведерњак         | Надзорник зграде                         |
| Сабрија Бисер         | Подворник на техничкој школи             |
| Звонимир Зоричић      | Приповедач / Радијски водитељ Дру Пирсон |
| Мирко Швец            | Заинтересoвани финанcијер                |
| Бранко Боначи         | Заинтересoвани финанcијер                |
| Богић Бошковић        | Теслин домаћин у Београду                |
| Енес Кишевић          | Пратитељ оперcке певачице                |
| Славица Јукић         | Домаћица у хотелу „Алта Виста”           |
| Анте Румора           | Артур Бризбејн (новинар)                 |
| Наташа Маричић        | Гђица која обедује с Вестингхаусом       |
| Боривој Шембера       | Директор хотела „New Yorker”             |
| Младен Васари         | Фриц Ловенштајн, Теслин асистент         |
| Велимир Хитил         | Лекар                                    |
| Рикард Брзеска        | Телеграфиста                             |
| Бранко Шпољар         | Директор краљевског института у Лондону  |
| Дубравка Зубовић      | Милка Трнина (оперска дива)              |
| Јожа Шеб              | Добошар, читач царске заповеcти          |
| Јован Стефановић      | Карташ                                   |
| Зоран Покупец         | Сниматељ                                 |